# Waimes

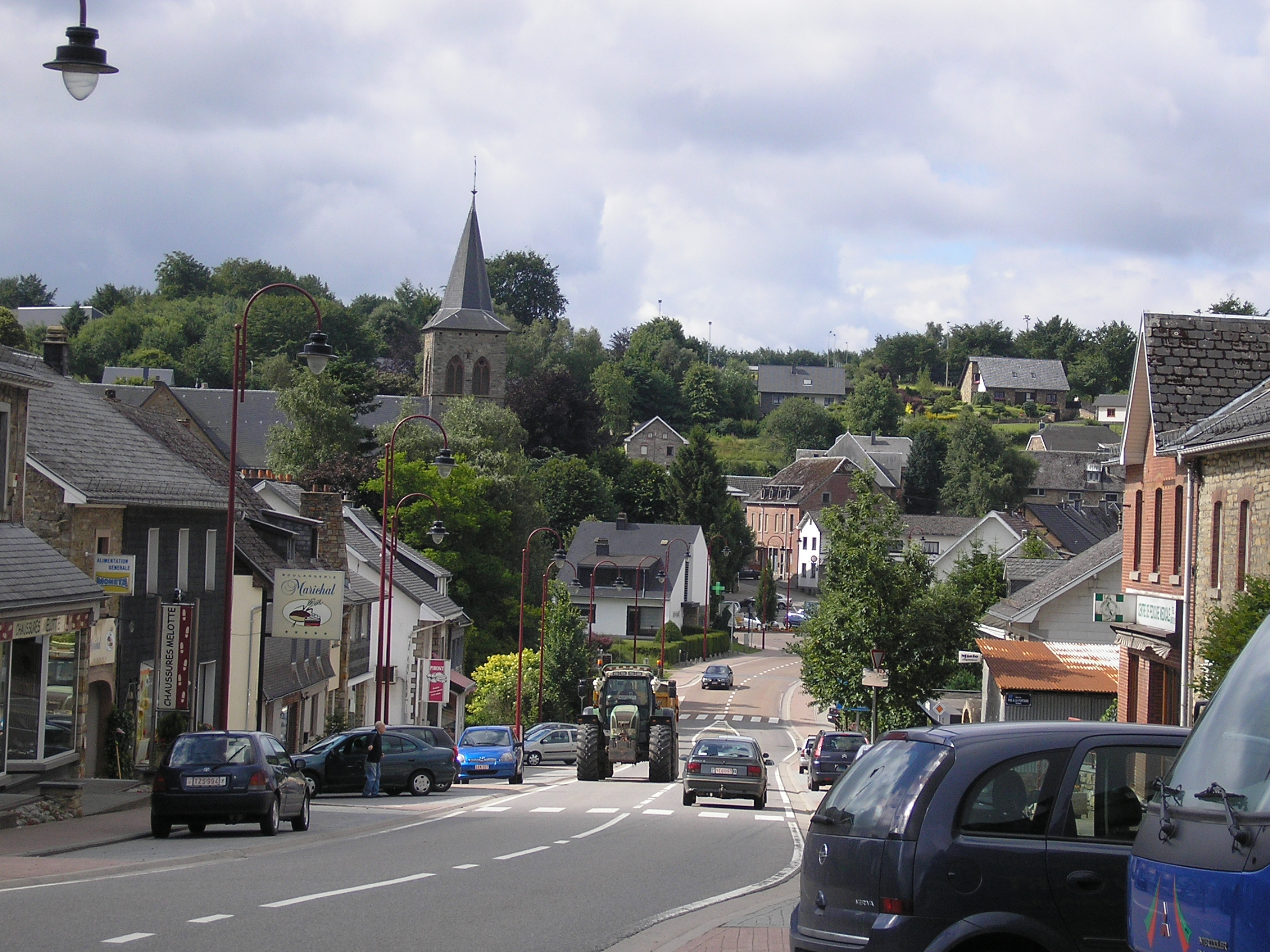
Panorama

Waimes (Weismes en alemany, Waime en való) és un municipi belga de la província de Lieja a la regió valona. A principis del 2008 tenia 6816 habitants.
Tot i ser un municipi francòfon compta amb un règim de facilitats lingüístiques pels seus habitants germanòfons.

## Geografia

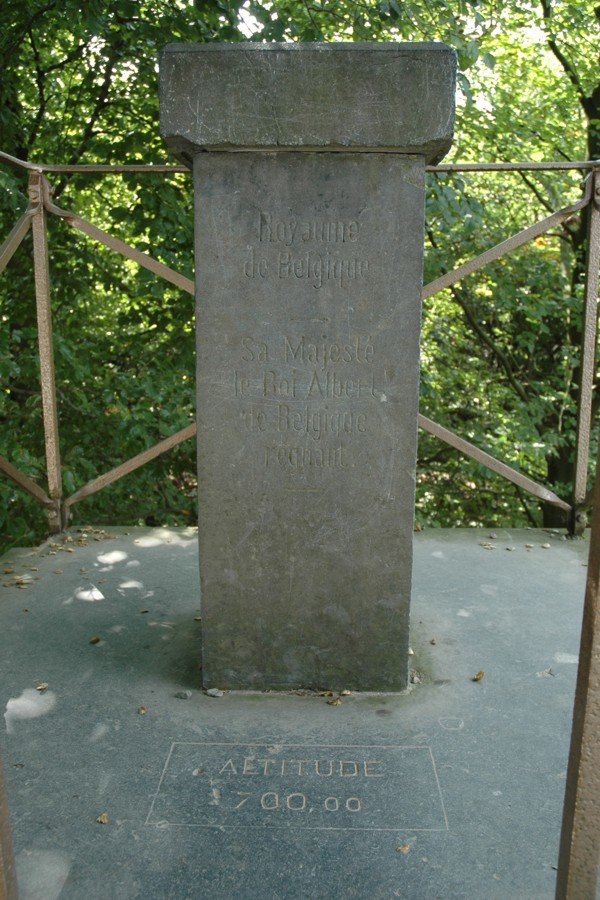
Altitud 700 metres a una mota construïda al Signal de Botrange

El municipi és regat per l'Amel, el Warche i el seu afluent, el Warchenne que hi neix. La comissió Europea va llistar la regió d'aiguamolls de 17,21 hectàrees a l'entorn de les fonts del Warche i del Rur en la llista de llocs d'importància comunitària per a la regió biogeogràfica. Al mig d'aquesta reserva natural de les Hautes Fagnes es troba el punt culminant de Bèlgica, el Signal de Botrange (694 mètres).

## Història

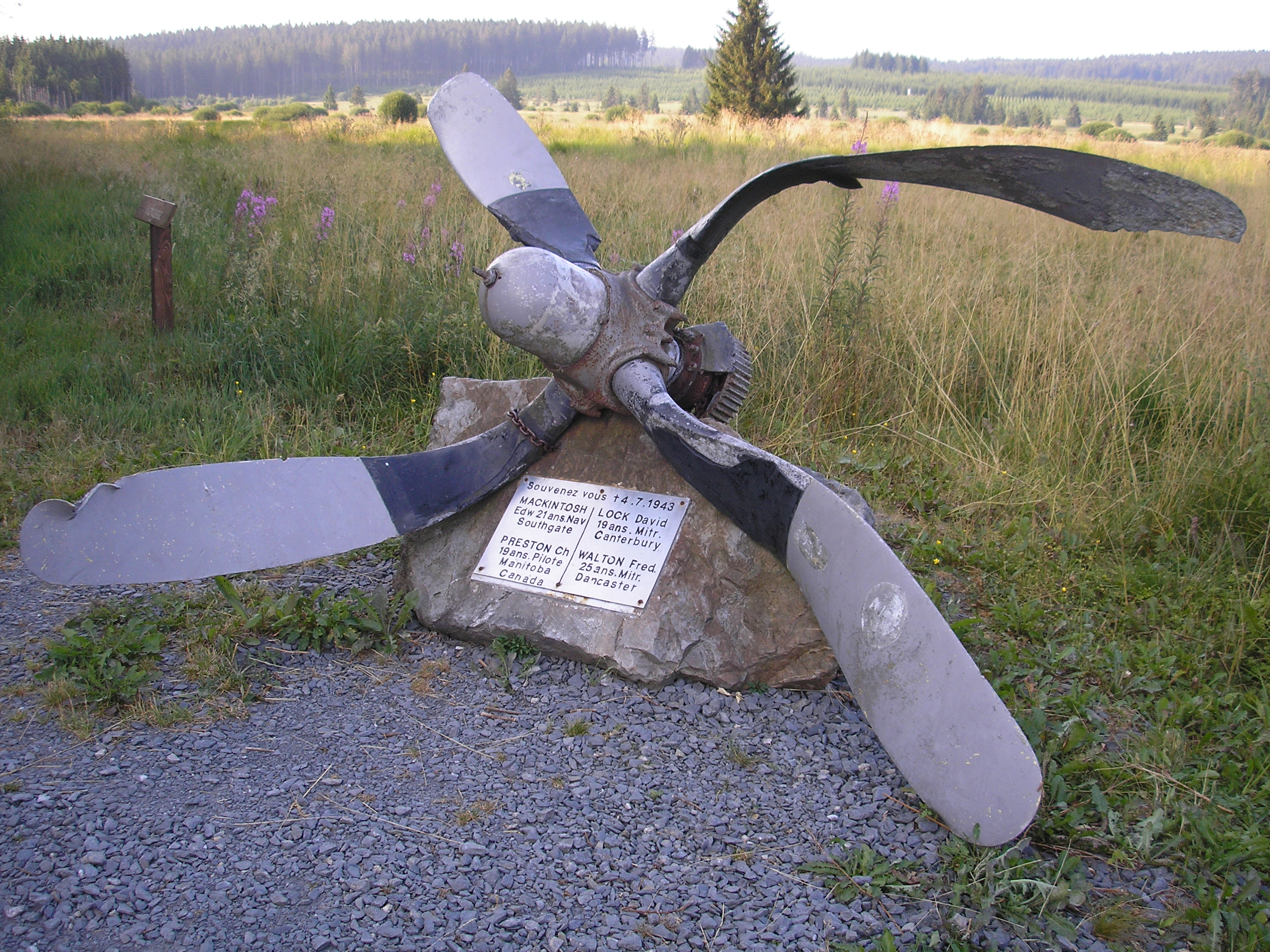
Monument de la Segona Guerra Mundial a Sourbrodt

Hi havia una residència merovíngia del 481 a 751. El primer esment escrit Via Mansuerisca data del 760. La primera construcció del castell de Reinhardstein comença el 1354 i la seva reconstrucció des del 1969.
La història recent del poble és molt la mateixa de la ciutat veïna de Malmedy. Fins a la fi de l'antic règim feia part del principat de Stavelot-Malmedy, després del Tractat de París (1815) passà a Prússia i el 1920 va esdevenir belga. El 1940, l'Alemanya Hitleriana va tornar a annexar-lo. Les forces americanes van alliberar-la el mes de setembre del 1944. Va trobar-se al centre de la batalla de les Ardenes a la fi de 1944.

## Nuclis
El 1977, Waimes es fusionà amb Faymonville i Robertville.
- Waimes
  - Bruyères
  - Champagne
  - Gueuzaine
  - Libômont
  - Walk
- Faymonville
  - Ondenval
  - Remonval
  - Thirimont
- Robertville
  - Ovifat
  - Sourbrodt

## Llocs d'interès
- El pantà Lac de Robertville

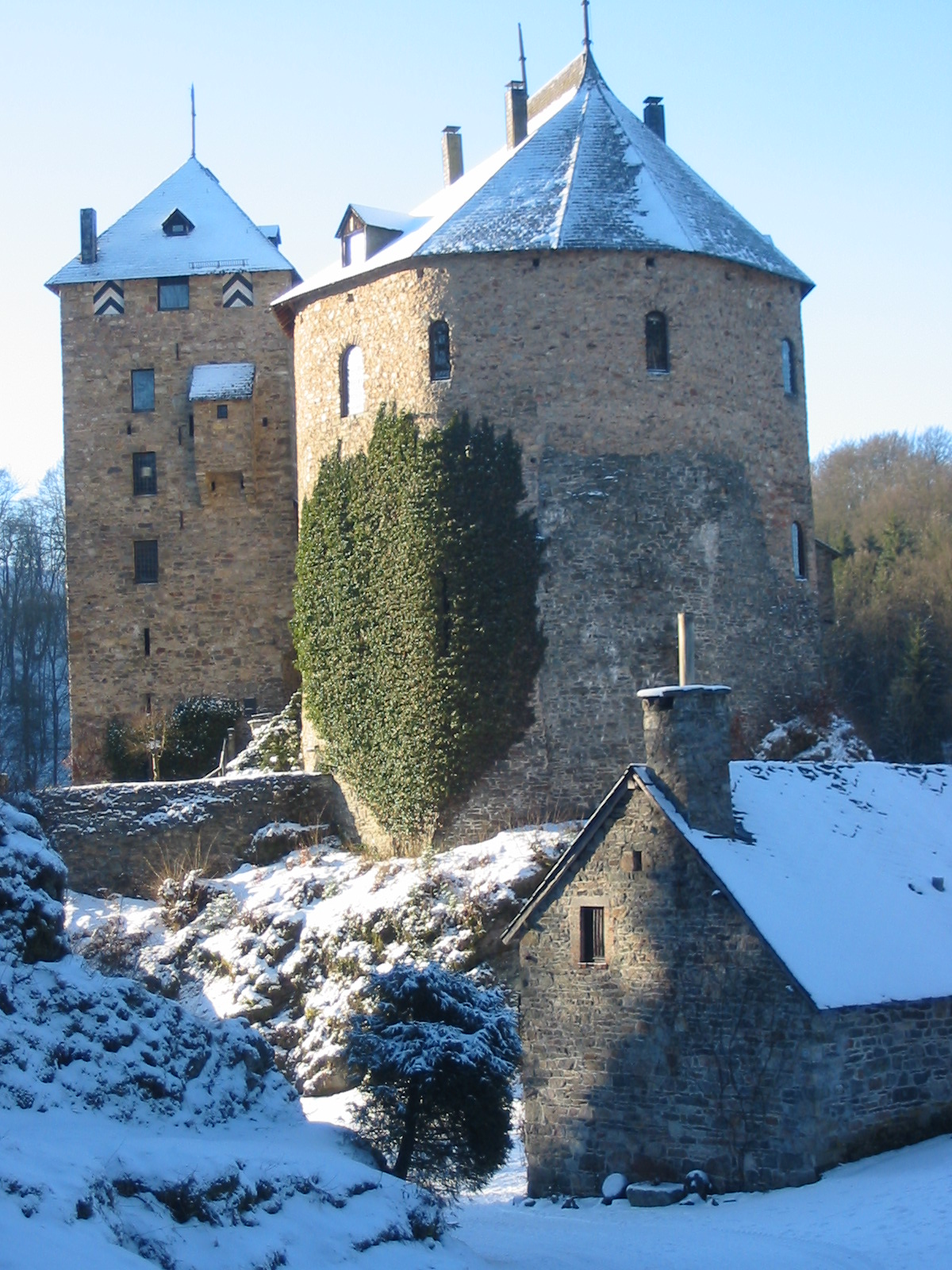
El Castell de Reinhardstein

- El parc natural de les Hautes Fagnes o Hohes Venn
- El centre de sensibilització a la natura a Botrange
- El castell de Reinhardstein

1. ↑  Decisió de la Comissió del 13 de novembre de 2007

Coordinats: E 6 9 | N 50 24 |